# Véronique Bormans
Véronique Bormans (Tongeren, 16 juli 1982) is een Belgische handbalster.

## Levensloop
Bormans werd op 9-jarige leeftijd actief in het handbal bij HC Tongeren. In 2000 maakte ze de overstap naar DHC Meeuwen en in 2002 werd ze actief bij Fémina Visé. Hierop volgend ging ze in 2006 aan de slag bij het Nederlandse BFC Beek, waarna ze in 2009 terugkeerde naar DHC Meeuwen. Daarna volgde vanaf 2011 een passage bij HB Sint-Truiden en vervolgens speelde ze voor Pentagoon Kortessem en Hestia Bilzen.
Met Fémina Visé werd ze eenmaal landskampioen en won ze tweemaal de Beker van België. Met DHC Meeuwen won ze tevens eenmaal de Beker. In 2006 werd ze verkozen tot speelster van het jaar.